# やがて来る日のために
『やがて来る日のために』は、2005年5月6日にフジテレビの『金曜エンタテイメント』で放送された、単発のテレビドラマ。山田太一ドラマスペシャルとして放送。

## あらすじ
花山美代（市原悦子）は、訪問看護師として、死を間近に意識した患者たちの自宅療養を支えている。一度倒れて以来、妻が口を聞いてくれなくなったと愚痴る野口重昭（神山繁）。商売が軌道にのったからと手術を拒否して自宅療養を続ける今泉典子（吉田日出子）。そして18歳の秋月恵美（上野樹里）は、どうしても、かつて住んで居た街に行ってみたいと言う。誰もがいつ訪れるかも知れない、間近に迫った死をみつめながらそれでも懸命に生きている。そんな中、美代と同じ看護師の由紀（星野真里）の妊娠が発覚した。

## 出演
- 花山美代　‐　市原悦子
- 花山岳史　‐　井川比佐志
- 秋月令子　‐　森下愛子
- 秋月恵美　‐　上野樹里
- 上田由紀　‐　星野真里
- 今泉正文　‐　田中荘太郎
- 黒川医師　‐　堺雅人
- 山下医師　‐　柄本明
- 今泉典子　‐　吉田日出子
- 野口重昭　‐　神山繁
- 野口信子　‐　中原ひとみ

## スタッフ
- 企画：太田英昭
- 企画：中村敏夫（FCC）
- プロデューサー：西渕憲司（フジテレビ）、中津留誠（FCC）、高倉三郎（IMAGICAディーシー21）
- 協力プロデューサー：塩田千尋（フジテレビ）
- 脚本：山田太一
- 演出：堀川とんこう
- 音楽：沢田完
- 制作：フジテレビ
- 制作協力：FCC、IMAGICAディーシー21